# Lize Accoe
Lize Accoe (Sint-Laureins, 1981) is een Belgisch zangeres.

## Biografie[1]
Accoe begon haar muzikale carrière bij de rapgroep "t Gemengd Offensief", waarmee ze in 1999 Kunstbende won. Vanaf 2001 was ze actief bij de groep Delavega. In 2005 zong ze met Ozark Henry het lied 'Breaking Up' voor de televisieserie Sedes & Belli.
Vanaf 2006 zong ze ook solo. Ze was ook zangeres bij de The Internationals.

## Discografie
- Surely, single, met Delavega
- Delavega, ep, met Delavega (2004)
- He spends his days, single, met Delavega (2004)
- Falling Into Place, album/elpee, met Delavega (2005)
- Aspects Of You, single, met Delavega (2005)
- Better Be Divine, single, met Delavega (2005)
- Missing You, single, met Delavega (2005)
- Theme, single, met Delavega (2005)
- Me Versatile Me, album/elpee, solo (2010)[2]
- Mousetrap, album, met The Internationals (2012)
- Shoulder, single, met The Internationals (2012)

## Erkentelijkheden
- 1999 - winnaar Kunstbende met 't Gemengd Offensief
- 2005 - Zamu focus-trofee